# Bodemvaag
Bodemvaag is een woord uit het jargon van de groene sector, waarmee aangeduid wordt dat een plant genoegen neemt met vrijwel elke grondsoort. Uiteraard doet de betreffende plant het vaak nog beter als deze grondsoort overeenkomt met die van de oorspronkelijke habitat.
Het zijn sterke planten die daarom vaak worden toegepast in parken, plantsoenen en ook in particuliere tuinen. Bekende voorbeelden van bodemvage planten zijn onder vele andere: laurierkers, vlinderstruik, hulst, liguster en sneeuwbes.
Dit wil nog niet zeggen dat deze planten het óveral goed zullen doen, daar er meer factoren een grote rol kunnen spelen als bijvoorbeeld de hoeveelheid zon en neerslag.